# Qiao Ru
Qiao Ru (født. 5. januar 1995, 185 cm) er en kinesisk håndboldspiller, der soiller for Jiangsu Handball og Kinas kvindehåndboldlandshold.